# Ėl'brusskij
Ėl'brusskij (in russo Эльбрусский?; in lingua caraciai-balcara: Эльбрусский) è un insediamento di tipo urbano della Repubblica autonoma della Karačaj-Circassia, nel Caucaso, appartenente al rajon Karačaevskij.
L'insediamento è situato in una zona montuosa su entrambe le sponde del fiume Kuban', 35 km a sud-est di Karačaevsk e a nord-ovest del monte Elbrus.